# Подоленій-де-Сус
Подоленій-де-Сус (рум. Podolenii de Sus) — село у повіті Ясси в Румунії. Входить до складу комуни Козмешть.
Село розташоване на відстані 307 км на північний схід від Бухареста, 46 км на південний схід від Ясс.

## Населення
За даними перепису населення 2002 року у селі проживали 1250 осіб. Усі жителі села рідною мовою назвали румунську.
Національний склад населення села:
| Національність | Кількість осіб | Відсоток |
| -------------- | -------------- | -------- |
| румуни         | 1243           | 99,4%    |
| цигани         | 7              | 0,6%     |